# PA 2
PA2 (фр. Porte-avions 2) — проєкт французького авіаносця початку XXI століття.

## Історія створення
Авіаносець «Шарль де Голль», який був збудований у 1994 році, через численні проблеми у конструкції та поломки увійшов до складу ВМС Франції лише у 2001 році. Керівництво ВМС Франції відмовилось від будівництва другого корабля серії.
У 2004 році на святкування 100-річчя Entente cordiale президент Франції Жак Ширак уклав угоду з Великою Британією про спільну розробку нового авіаносця.
Новий корабель мав будуватись французькою фірмою DCNS та британською Thales Group. Вартість корабля оцінювалась у 3 млрд євро.
У 2008 році міністр оборони Франції Ерве Морен (фр. Herve Morin) висловив сумніви у доцільності побудови другого авіаносця. Після тривалих дебатів президент Ніколя Саркозі у 2009 році відклав розробку авіаносця. У 2013 році проєкт був скасований остаточно.

## Конструкція
Авіаносець, який мав розроблятись на базі авіаносців типу «Квін Елізабет», мав мати довжину 283 метри та водотоннажність 75 000 тонн.
Він мав бути оснащений двома літакопідйомниками та двома катапультами.
При розробці авіаносця було вирішено відмовитись від ядерної силової установки як надто дорогої. Натомість було вирішено використати дві газові турбіни Rolls-Royce MT30.
Авіаносець міг нести до 40 літаків та вертольотів (32 — Dassault Rafale, 3 — Northrop Grumman E-2 Hawkeye, 5 — NHIndustries NH90).
Корабель планувалось назвати «Рішельє» (фр. Richelieu), на честь кардинала Рішельє — ім'я, яке спочатку мало бути присвоєне авіаносцю «Шарль де Голль».